# Ryutaro Hashimoto

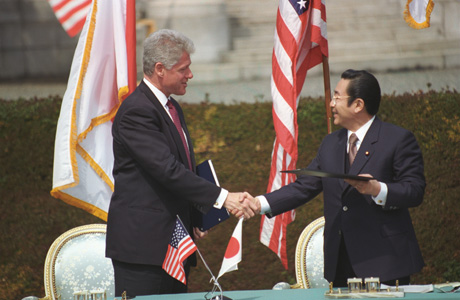
Bill Clinton möter Hashimoto vid Akasakapalatset år 1996.

Ryutaro Hashimoto, född 29 juli 1937, död 1 juli 2006, japansk politiker och landets 82:a och 83:e premiärminister. Han fortsatte att vara en stark person inom LDP fram till 2004 då det uppdagades att han mottagit en check på ¥100 miljoner från Japan Dental Association, varpå han avgick från alla sina politiska poster.